# Strömsnäsbruk

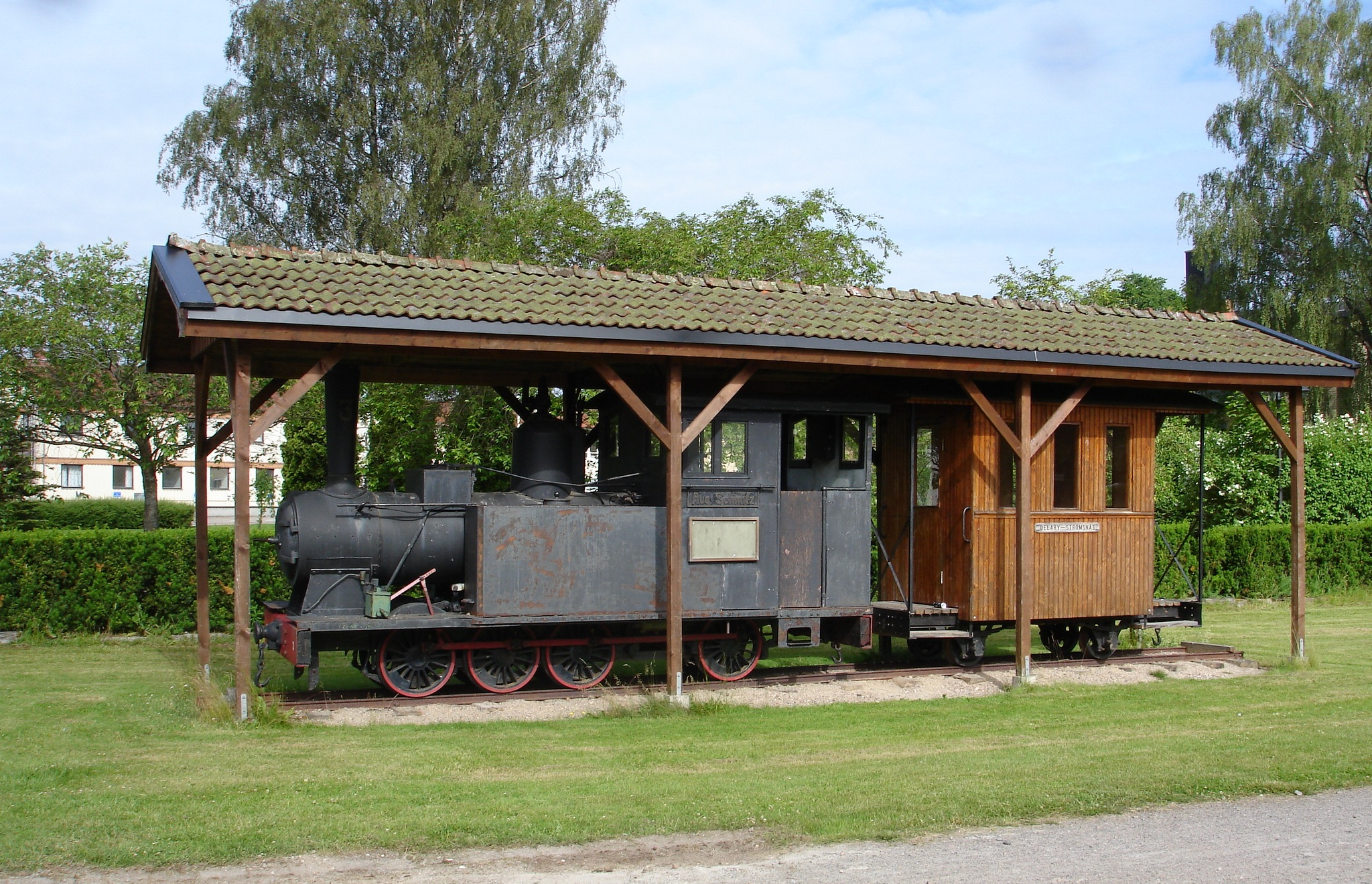
Museitåg, Delary-Strömsnäs.

Strömsnäsbruk är en tätort i Markaryds kommun i Kronobergs län, vid Lagan och E4, ungefär en och en halv mil norr om Markaryd.
Strömsnäsbruk är beläget i Traryds socken och ingick efter kommunreformen 1862 i Traryds landskommun. I denna inrättades för orten 5 mars 1903 Strömsnäsbruk municipalsamhälle, vilket upplöstes när orten och landskommunen 1952 uppgick i Traryds köping. Orten ingår sedan 1971 i Markaryds kommun.
På orten finns flera butiker, restauranger, apotek, vårdcentral, äldreboende, förskola och grundskola.
Under första hälften av 1900-talet etablerades flera frikyrkor på orten, som Frälsningsarmén, Baptistsamfundet, Missionsförbundet och pingströrelsen. På 1950-talet byggde Svenska kyrkan en lokal, Sankt Andreas kyrka, vilken tillhör Traryds församling.
I Strömsnäsbruk finns fotbollsföreningen Strömsnäsbruks IF, med meriter från tredje högsta divisionen.
Läraren, manusförfattaren och regissören André Knutsson är född och uppvuxen i Strömsnäsbruk. Även politikern Ola S Svensson är uppväxt där. Bröderna Victor och Linus Irehed som tävlar för klubben VSK Svanen, har tagit hem Sverigemästerskapet i vattenskidor 3 gånger (2009, 2013 och 2016).

## Historia
I Strömsnäsbruk anlades i slutet av 1890-talet ett pappersbruk. Strömsnäsbruk kom därefter fram till 1970-talets slut mer eller mindre att vara synonymt med bruket, Strömsnäs Bruk AB. När bruket var som störst – på 1960-talet – hade det över 800 anställda och var då Kronobergs största arbetsgivare. Tillverkningen av massa och papper skedde 1898–1981 vid det i dag till stor del rivna bruksområde där "Lottas bäck" rinner ut i Lagan. Papper tillverkades mellan åren 1898–1981 och sulfitmassa 1906–1974. Viktiga produkter var, från åtminstone 1937, papperssäckar, på 1950-talet tjärpapp, och under 1960- och 1970-talen smörpapper.
Stationen i Strömsnäsbruk öppnades 1897 vid Skåne-Smålands Järnväg (SSJ). Strömsnäsbruk var huvudstation för SSJ och där fanns banans lokstallar, verkstad och banavdelning. Persontrafiken upphörde i maj 1968 och ersattes av bussar och godstrafiken lades ner 1989, men Skåne-Smålands Jernvägsmuseiförening kör turisttrafik sommartid på sträckan Strömsnäsbruk-Traryd och på sträckan Strömsnäsbruk-Markaryd, kan man hyra och cykla dressin.
Smalspåriga Delary-Strömsnäsbruk järnväg som började byggas 1874 som en oxdragen järnväg, för transport av massaved och bränsletorv till Delary bruk från närbelägna mossar, fick ångloksdrift 1878 och förlängdes till Strömsnäs 1894. Detta var främst ett industrispår, men en mindre vagn för passagerare följde med i tågen, där man åkte gratis och på egen risk. Under 50-talet överfördes successivt transporterna till lastbil och 1959 lades järnvägen till Delary ner. Lokomotivet August Schmitz från 1916 finns uppställt vid stationen i Strömsnäsbruk.

### Befolkningsutveckling
| Befolkningsutvecklingen i Strömsnäsbruk 1960–2020 | Befolkningsutvecklingen i Strömsnäsbruk 1960–2020 | Befolkningsutvecklingen i Strömsnäsbruk 1960–2020 | Befolkningsutvecklingen i Strömsnäsbruk 1960–2020 | Befolkningsutvecklingen i Strömsnäsbruk 1960–2020 |
| ------------------------------------------------- | ------------------------------------------------- | ------------------------------------------------- | ------------------------------------------------- | ------------------------------------------------- |
|                                                   |                                                   |                                                   |                                                   |                                                   |
| År                                                |                                                   |                                                   | Folkmängd                                         | Areal (ha)                                        |
| 1960                                              | 1960                                              |                                                   | 2 306                                             |                                                   |
| 1965                                              | 1965                                              |                                                   | 2 553                                             |                                                   |
| 1970                                              | 1970                                              |                                                   | 2 951                                             |                                                   |
| 1975                                              | 1975                                              |                                                   | 2 754                                             |                                                   |
| 1980                                              | 1980                                              |                                                   | 2 574                                             |                                                   |
| 1990                                              | 1990                                              |                                                   | 2 399                                             | 324                                               |
| 1995                                              | 1995                                              |                                                   | 2 394                                             | 325                                               |
| 2000                                              | 2000                                              |                                                   | 2 026                                             | 326                                               |
| 2005                                              | 2005                                              |                                                   | 2 006                                             | 326                                               |
| 2010                                              | 2010                                              |                                                   | 2 066                                             | 333                                               |
| 2015                                              | 2015                                              |                                                   | 2 246                                             | 339                                               |
| 2020                                              | 2020                                              |                                                   | 2 354                                             | 336                                               |
|                                                   |                                                   |                                                   |                                                   |                                                   |

## Kommunikationer
Strömsnäsbruk ligger vid motorvägen på E4.
Med buss 150 finns förbindelse söderut till Markaryd och norrut till Ljungby, samt med buss 149 österut till Älmhult, via Traryd.

## Näringsliv
Efter nedläggningen av Strömsnäs Bruk finns ingen dominerande arbetsgivare på orten. Näringslivet är mer diversifierat med bland annat GlasLindberg, bänkskivetillverkaren Lechner och korvtillverkaren Lindvalls Chark. Transcom, ett call-center, som hade etablerat sig på det gamla bruksområdet lades ner 2012.
Grunden för att bygga industri på platsen var tillgång på vattenkraft från Lagan. Detta sedan 1958, i form av Kraftstationen Kvarnaholm och som ägs av norska Statkraft. Fallhöjden är 8 m och årsproduktionen beräknas till i genomsnitt 27 GWh.

### Bankväsende
Strömsnäsbruk fick en egen sparbank, Traheryds sparbank, när den grundades 1910. Den uppgick 1958 i Kronobergs läns sparbank.
Sydsvenska kreditaktiebolaget öppnade ett filialkontor i Strömsnäsbruk år 1906. Denna varade bara något halvår och istället öppnade Smålands enskilda bank kontor i Strömsnäsbruk.
Smålandsbanken lämnade Strömsnäsbruk under 1900-talet. Den 30 oktober 2015 stängde även Swedbank sitt kontor i Strömsnäsbruk, varefter orten helt saknade bankkontor.